# Nelson Santovenia
Nelson Santovenia (né le 27 juillet 1961 à Pinar del Río, Cuba) est un ancien receveur des Ligues majeures de baseball. Il a joué de 1987 à 1993 pour les Expos de Montréal, les White Sox de Chicago et les Royals de Kansas City.

## Carrière
Santovenia a fait ses débuts dans les majeures à l'âge de 26 ans pour les Expos de Montréal, jouant en neuvième manche dans un match contre les Mets de New York le 16 septembre 1987. Deux jours plus tard, contre les Phillies de Philadelphie, il est appelé comme frappeur suppléant et effectue sa seule présence au bâton de la saison 1987.
Au cours des deux années suivantes, il partage le poste de receveur des Expos avec Mike Fitzgerald. Le 28 juillet 1989, Santovenia retire Vince Coleman, des Cardinals de Saint-Louis en tentative de vol, mettant fin à la série de 50 buts volés consécutifs de celui-ci, un record des ligues majeures.
Après avoir été libéré par les Expos à l'issue de la saison 1991, Santovenia évolue une saison avec les White Sox de Chicago (1992) puis une autre avec les Royals de Kansas City (1993).